# Kopergravure

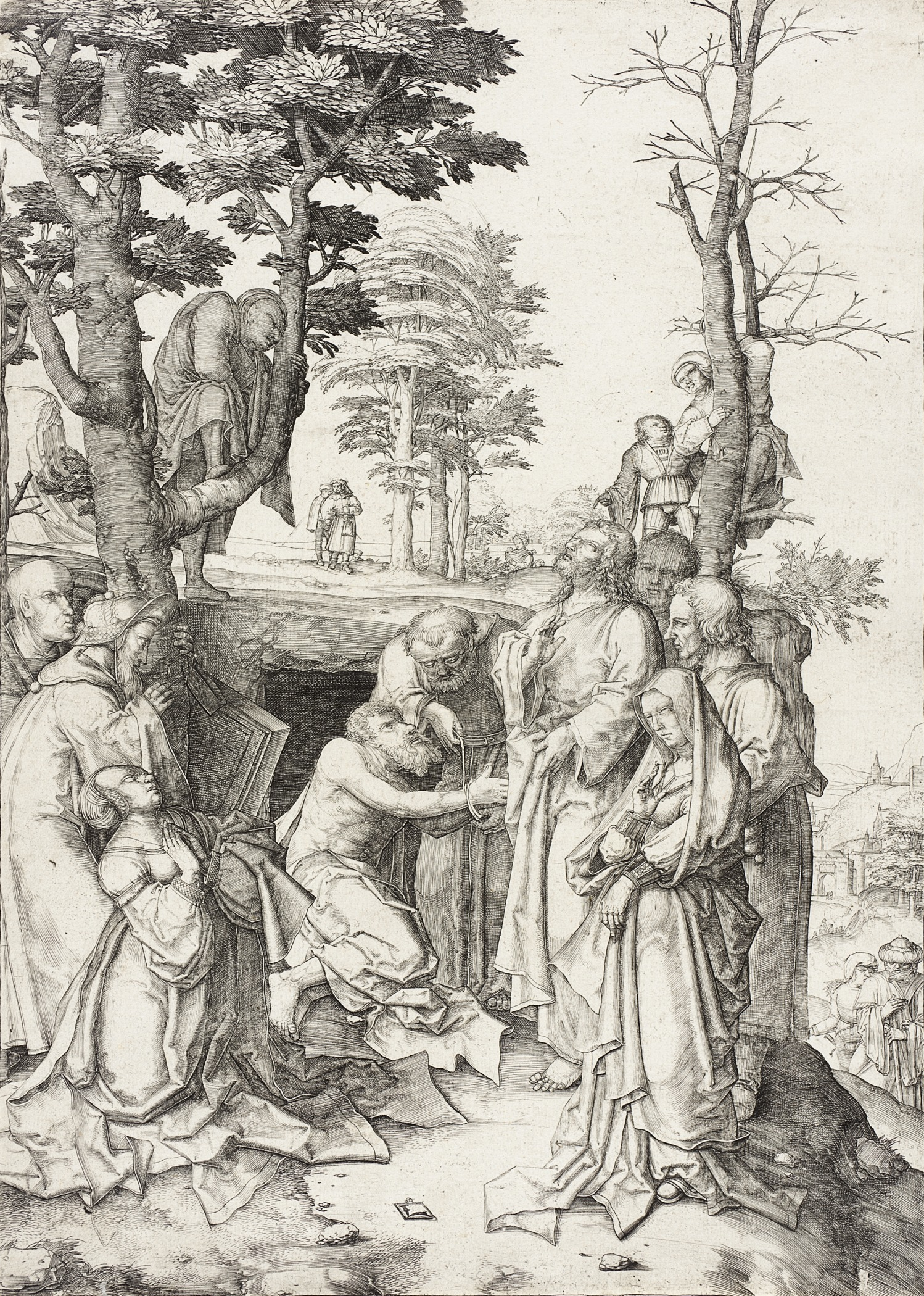
Lucas van Leyden: De opwekking van Lazarus, 1608

Een kopergravure is een afdruk van een gegraveerde koperen plaat.
Graveren in een materiaal behoort tot de oudste beeldende werkwijzen. Uit de prehistorie resten ons al voorwerpen van been en van steen, die versierd zijn met ingekraste figuren. In de grafheuvels van de Etrusken in de 6e eeuw v.Chr. zijn al bronzen dozen en spiegels met ingegraveerde afbeeldingen teruggevonden. In de Middeleeuwen werd het harde brons geleidelijk vervangen door het zachtere koper.
De kopergravure heeft zich als druktechniek waarschijnlijk in het tweede kwart van de 15e eeuw in Europa ontwikkeld en is voortgekomen uit de droge-naald-ets, waarbij met een scherpe metalen stift direct in de koperplaat werd gekrast. De plaat werd daarna van inkt voorzien en vervolgens afgedrukt.
Om gravures te kunnen maken, werd de burijn gebruikt, een smal massief puntig gutsje, waarmee de lijnen uit het koper konden worden gestoken. Om de plaat te kunnen afdrukken werden de gegraveerde lijntjes van een dikke vette inkt voorzien en vervolgens afgedrukt met een krachtige drukpers.
De belangrijkste graveurs kwamen over het algemeen voort uit het edelsmidatelier, waar de gravuretechniek al veel langer als versieringstechniek in metaal werd toegepast. De bekendste graveur ten tijde van de Noordelijke renaissance was Albrecht Dürer (1471-1528) uit Neurenberg in Duitsland. Ook hij was door zijn vader opgeleid tot edelsmid. In de Nederlanden was Lucas van Leyden (Leiden, 1490-1533) een van de bekendste graveurs.